# Trem ligeiro de Minneapolis
O Metro de Minneapolis é um sistema de metropolitano que serve a cidade estadunidense de Minneapolis.